# Prosopis torquata
Prosopis torquata är en ärtväxtart som först beskrevs av Mariano Lagasca y Segura, och fick sitt nu gällande namn av Dc. Prosopis torquata ingår i släktet Prosopis och familjen ärtväxter. Inga underarter finns listade i Catalogue of Life.